# Pio Monti
Pio Monti (Pollenza, 11 agosto 1941 – Roma, 11 novembre 2022) è stato un gallerista italiano.

## Biografia

### Anni 60: Dalle frequentazioni romane alla Galleria Artestudio
Negli anni '60 Pio Monti, giovane rappresentante di prodotti cosmetici ed appassionato di arte contemporanea, iniziò a frequentare Roma ed il Caffè Rosati, punto d'incontro delle avanguardie artistiche ed intellettuali di quel periodo. Fu qui che conobbe l'artista anconetano Gino De Dominicis, con cui in seguito condividerà l'appartamento romano di via San Pantaleo. Con De Dominicis, Monti strinse una stretta amicizia destinata a durare fino alla morte prematura dell'artista, tanto che Monti proporrà nelle sue gallerie future ben 9 mostre di sue opere, in cui spesso queste erano il risultato del sodalizio tra i due. Monti entrò in contatto anche con alcuni degli artisti che caratterizzeranno il suo percorso futuro di gallerista, come Emilio Prini, Vettor Pisani, Jannis Kounellis, Claudio Cintoli.
Pio Monti aprì la sua prima galleria a Macerata nel 1969, chiamata Artestudio.

### 1975-1985: Le gallerie romane di Pio Monti
Il 27 novembre del 1975 inaugurò la Galleria Pio Monti in via Principessa Clotilde, per poi trasferirsi, sul finire degli anni '70, prima in via dei Chiavari, in uno spazio espositivo disegnato da Carlo Berarducci, poi alla Galleria PIOMONTI arte contemporanea in Piazza Mattei.

### Anni '90: Ritorno nelle Marche
Sul finire degli anni '90, parallelamente alla attività romana, Pio Monti aprì una sede della galleria a Macerata.
Nel 2015 inaugurò la Galleria L'Idill'io arte contemporanea in Piazza Giacomo Leopardi a Recanati.

## Alcuni artisti e curatori della Galleria PIOMONTI
- Alberto Abate
- Giovanni Albanese
- Getulio Alviani
- Alessio Ancillai
- Alighiero Boetti
- Achille Bonito Oliva
- Alessandro Cannistrà
- Enzo Cucchi
- Gino De Dominicis
- Tano Festa
- Claud Hesse
- Mark Kostabi
- Jannis Kounellis
- Sol LeWitt
- Tommaso Lisanti
- Gian Ruggero Manzoni
- Mario Merz
- Liliana Moro
- Luigi Ontani
- Dino Pedriali
- Vettor Pisani
- Emilio Prini